# Halowe Mistrzostwa Świata w Łucznictwie 1993
2. Halowe Mistrzostwa Świata w Łucznictwie odbyły się w 1993 w Perpignan we Francji.

## Reprezentacja Polski seniorów

### Łuk bloczkowy
- Henryk Lach
- Marzena Lach
- Krzysztof Mozołowski

## Medaliści

### Strzelanie z łuku klasycznego
| Konkurencja:           | Złoto:               | Srebro:         | Brąz:               |
| indywidualnie kobiet   | Jennifer O'Donnell   | Natalia Valeeva | Olga Jakołczewa     |
| indywidualnie mężczyzn | Giennadij Mitrofanow | Tsung Wu        | Stanisław Zabrodzki |

### Strzelanie z łuku bloczkowego
| Konkurencja:           | Złoto:        | Srebro:      | Brąz:          |
| indywidualnie kobiet   | Inga Low      | Glenda Doran | Hélène Joinier |
| indywidualnie mężczyzn | Kirk Ethridge | Paw Lassew   | Dee Wilde      |

## Klasyfikacja medalowa
| Lp. | Państwo           | Złoto | Srebro | Brąz | Razem |
| 1.  | Stany Zjednoczone | 3     | 1      | 1    | 5     |
| 2.  | Rosja             | 1     | 0      | 0    | 1     |
| 3.  | Dania             | 0     | 1      | 0    | 1     |
| 3.  | Mołdawia          | 0     | 1      | 0    | 1     |
| 3.  | Tajwan            | 0     | 1      | 0    | 1     |
| 6.  | Białoruś          | 0     | 0      | 2    | 2     |
| 7.  | Francja           | 0     | 0      | 1    | 1     |